# Hypsipyla
Hypsipyla is een vlindergeslacht uit de familie van de snuitmotten (Pyralidae). De wetenschappelijke naam werd voor het eerst geldig gepubliceerd in 1888 door Émile Louis Ragonot.
De larven van deze motten kunnen veel schade toebrengen aan tropisch hout, met name binnen de Mahoniefamilie (Meliaceae)

## Soorten
- Hypsipyla albipartalis (Hampson, 1910)
- Hypsipyla debilis Caradja & Meyrick, 1933
- Hypsipyla dorsimacula (Schaus, 1913)
- Hypsipyla elachistalis Hampson, 1903
- Hypsipyla ereboneura Meyrick, 1939
- Hypsipyla ferrealis (Hampson, 1929)
- Hypsipyla fluviatella Schaus, 1913
- Hypsipyla grandella (Zeller, 1848)
- Hypsipyla robusta (Moore, 1886)
- Hypsipyla rotundipex Hampson, 1903
- Hypsipyla swezeyi Tams, 1935